# Foveosa infuscata
Foveosa infuscata Russell-Smith, Alderweireldt & Jocqué, 2007 è un ragno appartenente alla famiglia Lycosidae.

## Etimologia
Il nome proprio della specie deriva dall'aggettivo latino infuscatus, -a, -um, cioè annerito, oscurato, in riferimento alla colorazione molto scura dei maschi di questa specie.

## Caratteristiche
L'olotipo maschile rinvenuto ha lunghezza totale è di 3,75 mm; la lunghezza del cefalotorace è di 1,92 mm; e la larghezza è di 1,33 mm.

## Distribuzione
La specie è stata reperita in varie località dell'Africa Occidentale: nell'IITA di Ibadan, nella Nigeria sudoccidentale; a Legon, villaggio situato 12 km a nordest di Accra, capitale del Ghana; a Bouaké e Mbé, nei campi di riso della West African Rice Development Association, in Costa d'Avorio.

## Tassonomia
Al 2017 non sono note sottospecie e dal 2007 non sono stati esaminati nuovi esemplari.